# Bulbophyllum microglossum
Bulbophyllum microglossum là một loài phong lan thuộc chi Bulbophyllum.